# Frihjul

Frihjulets konstruktionsprincip. När den blåa axeln i mitten vrids medurs, pressas de röda rullarna in i den avsmalnande spalten och överför rotationsrörelsen till den yttre, gröna ringen. När axeln vrids moturs, är frihjulet frikopplat. De gula fjädrarna ser till att rullarna är i kontakt med den yttre gröna ringen och är inte nödvändiga i alla frihjul.

Frihjul är en mekanisk koppling som är drivande i ena rotationsriktningen men frikopplad i den motsatta. Frihjul används bland annat i navet på cykelhjul och i spärrskaft.

## Bilar med frihjul
Vissa bilar har haft frihjul, oftast ihopbyggt med kopplingen. De mest kända exemplen i Sverige är Saab 92, 93, 95 och 96.
Bilar med tvåtaktsmotor bör inte köras med motorbroms under någon längre tid, eftersom smörjmedlet (oljan) tillförs tillsammans med bränslet. Vid långvarig motorbromsning får motorn inte tillräcklig smörjning, och därför var vissa bilmodeller försedda med frihjul. Om man släpper upp gasen helt i en sådan bil går motorn ner på tomgångsvarv medan bilen rullar vidare i samma hastighet, alltså samma effekt som om man trampar ner kopplingen. Detta kan också användas vid växling. Man kan växla utan att använda kopplingspedalen om man bara släpper på gasen - dock måste kopplingen användas vid start från stillastående.